# Konstantin Despotopoulos
Konstantin Despotopoulos (în greacă Κωνσταντίνος Δεσποτόπουλος; n. 8 februarie 1913 – d. 7 februarie 2016) a fost un filosof grec, membru de onoare al Academiei Române (din 1993).